# Garthius chaseni
Garthius chaseni (гірська ямкоголова гадюка Чейзена) — вид отруйних змій родини гадюкових (Viperidae). Ендемік Малайзії. Це єдиний представник монотипового роду Garthius

## Етимологія
Рід Garthius названий на честь британського герпетолога Гарта Андервуда, а вид G. chaseni — на честь британського зоолога Фредеріка Наттера Чейзена.

## Поширення й екологія
Гірські ямкоголові гадюки Чейзена мешкають у горах Крокер та на горі Кінабалу в штаті Сабах на півночі острова Калімантан. Вони живуть у вологих гірських тропічних лісах, серед лісової підстилки. Зустрічаються на висоті від 915 до 1550 м над рівнем моря. Ведуть наземний, переважно нічний спосіб життя.